# Enicospilus chiuae
Enicospilus chiuae är en stekelart som beskrevs av Ian D. Gauld och Mitchell 1981. Enicospilus chiuae ingår i släktet Enicospilus och familjen brokparasitsteklar. Inga underarter finns listade i Catalogue of Life.